# بنك ملت
بنك ملت (بالفارسية: بانک ملت)، (أو بنك الشعب) هو بنك إيراني خاص. اسمه يعني «بنك الأمة». تأسس بنك ملات في عام 1980، برأس مال مدفوع قدره 33.5 مليار ريال كاندماج بين عشرة بنوك خاصة قبل الثورة، تضم طهران، داريوش، بارس، إتيبارات تافوني وتوزي، إيران والعرب، بين الملالي إيران، عمران وبيمه إيران وتجارة خريجي إيران وفرهنجيان.
يبلغ رأس مال البنك حاليًا 13100 مليار ريال، وهو أحد أكبر البنوك التجارية في إيران، ويحتل المرتبة الأولى بين 1000 بنك في العالم.  

في عام 2007، بدأت الحكومة الإيرانية عملية خصخصة البنك كجزء من سياسة بيع 80 ٪ من حصص تملكها الدولة في البنوك والإعلام والنقل وشركات التعدين.
دُمِجَ فرع بنك ميلات لندن مع فرع بنك التجارة لتشكيل بنك فارس الدولي.

## روابط خارجية
- الموقع الرسمي